# Петрова, Александра Ивановна (Герой Социалистического Труда)
Александра Ивановна Петрова — советский хозяйственный деятель, Герой Социалистического Труда.

## Биография
Родилась в 1936 году на территории современной Вологодской области. Член КПСС.
Окончила Егорьевский сельскохозяйственный техникум.
В 1952—1957 — домработница, рабочая в конторе зелёного хозяйства в Москве.
В 1960—1991 — агроном садоводства Синьковского отделения, бригадир полеводческой бригады Яхромского совхоза-техникума Дмитровского района Московской области.
Указом Президиума Верховного Совета СССР от 8 апреля 1971 года присвоено звание Героя Социалистического Труда с вручением ордена Ленина и золотой медали «Серп и Молот».
Делегат XXIV съезда КПСС.
Почетный гражданин города Дмитрова (1999).
Умерла в 2017 году в деревне Новосиньково.

## Награды и звания
- Герой Социалистического Труда (08.04.1971)
- Орден Ленина (30.04.1966, 08.04.1971)